# Liste der Baudenkmale in Kletzin
In der Liste der Baudenkmale in Kletzin sind alle denkmalgeschützten Bauten der Gemeinde Kletzin (Mecklenburg-Vorpommern) und ihrer Ortsteile aufgelistet. Grundlage ist die Veröffentlichung der Denkmalliste des Landkreises Mecklenburgische Seenplatte (Auszug) vom 20. Januar 2017.

## Baudenkmale nach Ortsteilen

### Kletzin
| ID  | Lage               | Bezeichnung           | Beschreibung | Bild           |
| --- | ------------------ | --------------------- | ------------ | -------------- |
| 601 | Dorfstraße (Karte) | Kirche mit            |              | Weitere Bilder |
| 601 |                    | Feldsteintrockenmauer |              |                |
| 602 |                    | Kriegerdenkmal        |              |                |

### Pensin
| ID  | Lage           | Bezeichnung                | Beschreibung                   | Bild           |
| --- | -------------- | -------------------------- | ------------------------------ | -------------- |
| 874 | Pensin 33a     | ehem. Schmiede (Feuerwehr) |                                |                |
| 875 | Pensin 66, 66a | Wohnhaus                   | Stampflehmhaus, um 1750 erbaut | Wohnhaus       |
| 876 | Pensin (Karte) | Kirche mit                 |                                | Weitere Bilder |
| 876 | (Karte)        | Mausoleum,                 |                                | Weitere Bilder |
| 876 |                | Friedhof,                  |                                |                |
| 876 |                | Feldsteintrockenmauer und  |                                |                |
| 876 |                | Torpfeilern                |                                |                |
| 877 | Pensin         | Kriegerdenkmal 1914/18     |                                |                |

### Quitzerow
| ID  | Lage                      | Bezeichnung             | Beschreibung | Bild |
| --- | ------------------------- | ----------------------- | --- | ---- |
| 898 | OT Quitzerow Dorf 24      | Gutshaus mit            | 1-gesch. U-förmige, unsanierter Putzbauten von 1720 bzw. um 1920 mit Mansarddach und mehreren 2-gesch Zwerchgiebeln |      |
| 898 | OT Quitzerow Dorf 23, 23a | Nebengebäude (1901) und | 1-gesch. gelber Klinkerbau mit zwei 2-gesch. Zwerchgiebeln                                                          |      |
| 898 |                           | Stallspeicher           | 3-gesch Bau, Erdgeschoss aus Feldstein, ansonsten Putzbau                                                           |      |

### Ückeritz
| ID   | Lage            | Bezeichnung    | Beschreibung                                                                  | Bild |
| ---- | --------------- | -------------- | ----------------------------------------------------------------------------- | ---- |
| 1105 | Ückeritz 30, 31 | Gutshaus       | Sanierter, 1-gesch. 9-achs. Putzbau mit 2-gesch. Zwerchgiebel und Krüppelwalm |      |
| 1106 | Ückeritz        | Kapelle mit    |                                                                               |      |
| 1106 |                 | Feldsteinmauer |                                                                               |      |

## Quelle
- Karte der Baudenkmale im Geoportal des Landkreises